# Alma Bestvaterová
Alma Bestvaterová (* 1996 Výmar) je německá sportovní lezkyně, mistryně Německa v boulderingu.

## Výkony a ocenění
- 2014: juniorská vicemistryně Německa v boulderingu
- 2016: nominace na Světové hry 2017 v polské Vratislavi, kde skončila devátá

### Závodní výsledky
| Světové hry | Světové hry |
| Rok         | 2017        |
| ----------- | ----------- |
| Bouldering  | 9           |

| Mistrovství světa | Mistrovství světa | Mistrovství světa | Mistrovství světa |
| Rok               | 2014              | 2016              | 2018              |
| ----------------- | ----------------- | ----------------- | ----------------- |
| Obtížnost         | —                 | —                 | 72                |
| Rychlost          | —                 | —                 | 56                |
| Bouldering        | 37-38             | 10-11             | 43-46             |

| Světový pohár | Světový pohár | Světový pohár | Světový pohár | Světový pohár | Světový pohár        | Světový pohár         |
| Rok           | 2013          | 2014          | 2015          | 2016          | 2017                 | 2018                  |
| ------------- | ------------- | ------------- | ------------- | ------------- | -------------------- | --------------------- |
| Obtížnost     | —             | —             | —             | —             | 59                   | 0                     |
| jednotlivě*   | —             | —             | —             | —             | 59-61,-,-,24,-,-,-,- | ,53,                  |
|               |               |               |               |               |                      |                       |
| Rychlost      | —             | —             | —             | —             | —                    | 68                    |
| jednotlivě*   | —             | —             | —             | —             | —                    | ,28,                  |
|               |               |               |               |               |                      |                       |
| Bouldering    | 71-76         | 0             | 0             | 0             | 14                   | 10                    |
| jednotlivě*   | ,23,          | ,53,31,       | ,35,          | ,31,          | -,10,15,9,-,29,13    | 12,6,5,23,12,23,63-66 |
|               |               |               |               |               |                      |                       |
| Kombinace     | —             | —             | —             | —             | 41                   | 0                     |

| Mistrovství Evropy | Mistrovství Evropy | Mistrovství Evropy | Mistrovství Evropy |
| Rok                | 2015               | 2017               |                    |
| ------------------ | ------------------ | ------------------ | ------------------ |
| Bouldering         | 31-32              | 39-40              |                    |

| Mistrovství Německa | Mistrovství Německa | Mistrovství Německa | Mistrovství Německa |
| Rok                 | 2014                | 2017                | 2018                |
| ------------------- | ------------------- | ------------------- | ------------------- |
| Obtížnost           | —                   | 3                   | 4                   |
| Bouldering          | 6                   | —                   | 1                   |
| Kombinace           | —                   | —                   | 6                   |